# 藤原資長
藤原 資長（ふじわら の すけなが）は、平安時代後期から鎌倉時代初期にかけての公卿・歌人、漢詩人。藤原北家真夏流（日野家）、権中納言・藤原実光の次男。官位は正二位・権中納言。藤原北家真夏流日野家12代当主。日野民部卿と称す。

## 経歴
保延元年（1135年）秀才、保延3年（1137年）には対策に及第する。
保延4年（1138年）従五位下に叙爵。久安6年（1150年）右少弁に任ぜられた後、中弁、大弁と昇進。久寿2年（1155年）後白河天皇に五位蔵人、永暦元年（1160年）二条天皇に蔵人頭として仕える。同年参議に任ぜられて公卿に列した。
永万元年（1165年）従三位・権中納言に叙任される。治承3年（1179年）辞して、正二位・民部卿に叙任される。治承5年（1181年）長年の希望であった出家をする。法名は如寂。九条兼実からは末代の幸人と評されている。
建久6年（1195年）10月26日薨去。享年77。『高野山往生伝』、『資長卿記』などがある。また、『続古今和歌集』に和歌、『拾玉集』には漢詩がある。

## 官歴
- 保延元年（1135年）7月30日：秀才[1]
- 保延2年（1136年）正月27日：但馬権掾
- 保延3年（1137年）2月2日：蔵人　6月26日：対策
- 保延4年（1138年）正月26日：右衛門尉　4月5日：従五位下（中宮臨時御給）
- 保延6年（1140年）4月7日：中宮権大進
- 康治3年（1144年）正月6日：従五位上（策）
- 久安4年（1148年）7月17日：正五位下（法勝寺行幸）
- 久安6年（1150年）4月28日：右少弁
- 久寿2年（1155年）8月22日：五位蔵人[2]
- 保元元年（1156年）9月17日：右中弁　閏9月14日：従四位下（策労）
- 保元2年（1157年）正月24日：阿波権介（装束使労）　4月26日：左宮城使　8月21日：左中弁　10月21日：従四位上（造宮賞次。皇嘉門院久寿元年未給）
- 保元3年（1158年）3月1日：正四位下（春日行幸行事）　8月10日：右大弁
- 永暦元年（1160年）4月3日：蔵人頭　10月3日：参議、左大弁　11月30日：勘解由長官
- 応和3年（1163年）正月24日：周防権守
- 永万元年（1165年）7月：従三位　8月17日：権中納言
- 仁安元年（1166年）9月15日：大嘗會御禊装司長官
- 仁安2年（1167年）正月28日：正三位（行幸院。院司）
- 仁安3年（1168年）9月7日：大嘗會御禊装司長官
- 承安5年（1175年）4月16日：従二位（石清水賀茂行幸行事賞）
- 治承3年（1179年）正月19日：辞、民部卿、正二位（臨時）
- 治承5年（1181年）2月25日：出家

## 系譜
- 父：藤原実光[3]
- 母：高階重仲の娘（?-1162）
- 妻：源季兼の娘
  - 男子：藤原兼光（1145-1196）
- 妻：不詳
  - 男子：覚玄
  - 男子：行命
  - 男子：長宗
  - 男子：寛長
  - 男子：長遍
  - 女子：建春門院女房